# Gundersted (parochie)
Gundersted is een parochie van de Deense Volkskerk in de Deense gemeente Vesthimmerland. De parochie maakt deel uit van het bisdom Viborg en telt 319 kerkleden op een bevolking van 370 (2004). 
Tot 1970 maakte de parochie deel uit van Slet Herred. In dat jaar werd Gundersted opgenomen in de nieuwe gemeente Aars. Deze ging in 2007 op in de fusiegemeente Vesthimmerland.
Aalestrup · Aars · Aggersborg · Almind · Alstrup · Arnborg · Asmild · Asp · Assing · Åsted · Aulum · Balling · Bigum · Binderup · Bjerring Kirkedistrikt · Bjerringbro · Blære · Borbjerg · Bording · Bøvling · Brandstrup Kirkedistrikt · Brøndum · Brorstrup · Daugbjerg · Dølby · Dollerup · Dommerby · Durup · Dybe · Egeris · Ejsing · Ellebæk Kirkedistrikt · Elsborg · Engbjerg · Engesvang · Estvad · Fabjerg · Farsø · Fasterholt Kirkedistrikt · Faurholt Kirkedistrikt · Feldborg Kirkedistrikt · Ferring · Finderup · Fiskbæk · Fjaltring · Fjelsø · Flejsborg · Fly · Flynder · Fonnesbæk · Fousing · Fovlum · Fredens · Frederiks · Fur · Gammelstrup · Gedsted · Gimsing · Gislum · Giver · Gjellerup · Glyngøre · Grathe Kirkedistrikt · Grinderslev · Grønbæk · Grønning · Grove · Gudum · Gullestrup · Gullev · Gundersted · Haderup · Hammershøj · Handbjerg · Harboøre · Harre · Håsum · Haunstrup · Havbro · Haverslev · Hedeager · Heldum · Hem · Herning · Herrup Kirkedistrikt · Hersom · Hindborg · Hinge · Hjerk · Hjerm · Hjerm Østre Kirkedistrikt · Hjermind Kirkedistrikt · Hjorthede · Hodsager · Hogager Kirkedistrikt · Højbjerg · Højslev · Holstebro · Hørup · Houlkær · Hove · Humlum · Hvam · Hvidbjerg · Hvidbjerg · Hygum · Hyllebjerg · Idom · Iglsø Kirkedistrikt · Ikast · Ilderhede · Ilskov · Isenvad · Jebjerg · Jegindø · Junget · Karstoft Kirkedistrikt · Karup · Klejtrup · Kobberup · Kølkær · Kollund · Kongens Tisted · Kornum · Krejbjerg · Kristianshede Kirkedistrikt · Kvols · Kvorning · Låstrup · Lee · Lem · Lemvig · Levring · Lihme · Lindum · Løgsted · Løgstør · Lomborg · Louns · Løvel · Lundø · Lyby · Lynderup · Lyngs · Lysgård · Måbjerg · Malle · Mammen · Mejdal · Mejrup · Møborg · Mønsted · Næsborg · Naur · Nautrup · Nees · Nørlem · Nørre Borris · Nørre Felding · Nørre Nissum · Nørre Vinge · Nørrelands · Nøvling · Odby · Oddense · Ølby · Ørnhøj · Ørre · Ørslevkloster · Ørum · Ørum · Østerbølle · Otting · Oudrup · Overlade · Pederstrup · Ramme · Ramsing · Ranum · Råsted · Ravnkilde · Ravnstrup · Resen · Resen · Resen · Rind · Rødding · Rødding · Rom · Romlund · Rønbjerg · Roslev · Roum · Rybjerg · Ryde · Sæby · Sahl · Salling · Sankt Johannes · Selde · Sevel · Simested · Simmelkær · Sinding · Sir · Sjørslev · Skals · Skarrild · Skive · Skive Landsogn · Skivum · Skjern · Smollerup · Snejbjerg · Søndbjerg · Sønder Felding · Sønder Rind · Søndermark · Søndre · Stoholm · Strandby · Struer · Studsgård · Sunds · Svingelbjerg · Tapdrup · Tårup · Testrup · Thise · Thorning · Thorum · Thyborøn · Timring · Tiphede Kirkedistrikt · Tjele · Tjørring · Tøndering · Tørring · Trandum Kirkedistrikt · Trans · Tvis · Ulbjerg · Ullits · Ulstrup · Vammen · Vandborg · Vejby · Vejrum · Vejrum · Venø · Vester Bjerregrav · Vester Hornum · Vester Tostrup · Vesterbølle · Vestervang · Viborg Domsogn · Vildbjerg · Vile · Vilsted · Vind · Vindblæs · Vinderslev · Vinderup Kirkedistrikt · Vinding · Vindum · Vinkel · Viskum · Vium · Vognsild · Volling · Vorde · Vorning · Vridsted · Vroue